# Кетлерсвил (Охајо)
Кетлерсвил (енгл. Kettlersville) град је у америчкој савезној држави Охајо.

## Демографија
По попису из 2010. године број становника је 179, што је 4 (2,3%) становника више него 2000. године.
| Група             | 2000.       | 2010.       |
| Белци             | 170 (97,1%) | 173 (96,6%) |
| Афроамериканци    | 1 (0,6%)    | 0 (0,0%)    |
| Азијати           | 0 (0,0%)    | 0 (0,0%)    |
| Хиспаноамериканци | 3 (1,7%)    | 4 (2,2%)    |
| Укупно            | 175         | 179         |